# Verwaltungsgemeinschaft Westlicher Saalkreis

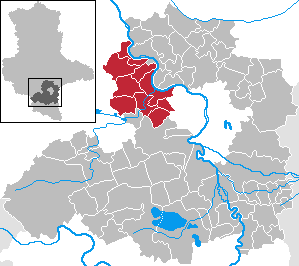
Lage der Verwaltungsgemeinschaft Westlicher Saalkreis im Saalekreis

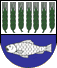
VG-Wappen

In der Verwaltungsgemeinschaft Westlicher Saalkreis aus dem sachsen-anhaltischen Saalekreis waren neun Gemeinden zur Erledigung ihrer Verwaltungsgeschäfte zusammengeschlossen. Die Gemeinde Höhnstedt kam am 1. Januar 2009 aus der Verwaltungsgemeinschaft Würde/Salza in die Verwaltungsgemeinschaft Westlicher Saalkreis.
Am 1. Januar 2010 wurde die Verwaltungsgemeinschaft durch den Zusammenschluss aller Mitgliedsgemeinden zur neuen Einheitsgemeinde Salzatal aufgelöst.
Die Verwaltungsgemeinschaft hatte eine Fläche von 109,36 km² und 12952 Einwohner (31. Dezember 2007).

## Die ehemaligen Mitgliedsgemeinden mit ihren Ortsteilen
- Beesenstedt mit Naundorf, Schwittersdorf und Zörnitz
- Bennstedt
- Fienstedt
- Höhnstedt
- Kloschwitz mit Trebitz, Rumpin und Johannashall
- Lieskau
- Salzmünde mit Benkendorf, Gödewitz, Neuragoczy, Pfützthal, Quillschina und Schiepzig
- Schochwitz mit Boltzenhöhe, Gorsleben, Krimpe, Räther und Wils
- Zappendorf mit Müllerdorf und Köllme

## Wappen
Blasonierung: „Geteilt Silber über Blau; oben 7 steigende grüne Ähren balkenweise, unten ein silberner Fisch.“